# Сражение при Пальциге
Сражение при Пальциге — сражение в ходе Семилетней войны между русскими войсками, под командованием генерал-аншефа Салтыкова, и прусским корпусом генерала Веделя, состоявшееся 12 (23) июля 1759 год у местечка Пальциг (нем. Palzig) Пруссия — ныне деревня Палцк (пол. Pałсk) в окрестности городка Сулехув в современной Польше — и окончившееся убедительной победой русского оружия. 
В немецкой историографии это сражение известно как битва при Кае (нем. Schlacht bei Kay), по названию деревни Кай (нем. Kay, ныне деревня Кийе (пол. Kije) в Польше), где находилась исходная позиция Веделя.

## Причина столкновения
В задачу прусского короля Фридриха входит помешать планируемому летом 1759 года соединению русских и австрийских войск. В то время, как сам он связан основными силами австрийцев под командованием Дауна, задача действовать против русских возложена на корпус генерала Дона. Недовольный тем, что Дона не удалось помешать продвижению русских войск, Фридрих смещает его и назначает новым командующим корпуса генерала Карла Генриха фон Веделя. Недвусмысленные инструкции короля, полученные Веделем, предписывают тому атаковать русских, во что бы то ни стало, и, тем самым, воспрепятствовать их переправе через Одер в районе Кроссена (ныне Кросно Оджаньске в Польше).
В распоряжении Веделя находятся 30 батальонов пехоты, 63 эскадрона кавалерии, всего 27 400 человек, и 56 тяжёлых орудий. С этими силами он противостоит Салтыкову, имеющему вдвое больше людей и втрое — артиллерии: армия Салтыкова насчитывает 54 батальона, 46 рот гренадеров, 58 эскадронов регулярной кавалерии, 3 900 казаков, всего 52 300 человек, с 188 тяжёлыми орудиями.

## Ход сражения
Накануне сражения Ведель с 15 эскадронами гусар и драгун предпринял рекогносцировку. Разведка была проведена небрежно, Ведель дал себя убедить в том, что русские не собираются покидать своего лагеря в Лангмейле. План его состоял в том, чтобы напасть на колонну русских на марше, по дороге в Кросен. При этом он намеревался раньше русских занять выгодную позицию на высотах у Пальцига, не предприняв ничего для её разведки. Но русские опередили его, заняв Пальцигские высоты в 13:00.
Поле будущего сражения находилось между деревней Пальциг и ручьём Эйхмюлен, и было с трёх сторон (север, запад, юг) окружено лесом. Пальциг лежит на западном склоне возвышенности, на востоке плавно спускающейся к ручью Эйхмюлен, на юге круто обрывающейся к находящейся 15 метров ниже лощине Цаухергрунд. Берега ручья сильно заболочены, поэтому ручей можно было перейти лишь в двух местах, вброд у Эйхмюле и по мосту в районе Гроссмюле. Мост с возвышенности у Пальцига не было видно: его заслонял холм под названием Шмидеберг. В целом, позиция у Пальцига, благодаря тому, что к ней существовал единственный, хотя и трудно обозримый, подступ через Шмидеберг, предоставляла обороняющимся серьёзные преимущества.
Заняв Пальциг, русские обнаружили, что пруссаки продвигаются в их сторону. Салтыков выдвинул в первый эшелон дивизию Фермора, занявшую позицию от Цаухергрунд до пути к переправе у Эйхмюле, слева от неё — Обсервационный корпус под командованием Голицына и лёгкую кавалерию Тотлебена. Во втором эшелоне находились дивизия Вильбоа, кирасиры Еропкина, в резерве полк Демику. Артиллерия была разделена на 8 батарей, из них 6 находились на правом фланге, как наиболее угрожаемом. В 14.30 построение к бою было завершено.
Переправившись через ручей и заняв Шмидеберг, Ведель обнаружил перед собой русских. В полной уверенности, что он имеет дело лишь с авангардом, а не со всей армией Салтыкова, он приказал атаковать фланги русской позиции (Генералы Генрих фон Мантейфель и Иоганн Дитрих фон Гюльзен на правом фланге против левого фланга русских, Штутергейм- на левом против правого фланга), одновременно, отряд Каница был послан в обход, в тыл русским, с тем, чтобы очистить Пальциг от противника. Атака была начата без артиллерийской поддержки.
Мантейфель и Гюльзен попали сразу под жестокий лобовой огонь русской артиллерии, одна за другой отчаянные атаки пруссаков были отбиты с большими потерями, их наибольшим достижением стал прорыв Гюльзена к центру русской позиции, где дело решилось в ожесточённой рукопашной схватке. Мантейфель был тяжело ранен. Не лучше обстояли дела и у Штутергейма, он был разбит в первой же попытке атаковать правый фланг. Попытка обойти русскую позицию слева была пресечена Тотлебеном в самом начале. Каниц, не сумевший обойти противника, пытался ещё раз атаковать русских со стороны Шмидеберг, и так же неудачно. Не опасаясь больше противника на своём левом фланге, Салтыков усилил правый фланг. Здесь состоялась одна из последних ожесточённых схваток сражения: кирасирской бригаде под началом Шорлемера удалось прорваться до расположения второго эшелона русской армии. Здесь она наткнулась на штыки солдат Еропкина, Демику (пал в сражении) и Гаугребена. Генерал Томас Демику командовал резервом Салтыкова. При отражении атаки прусских кирасир под началом Шорлемера на правый фланг русской армии пал в рукопашном бою. В 19:00 бой окончательно завершился убедительной победой Русской армии.

## Итоги сражения
Преследование разбитого противника, фактически, осуществлено не было, хотя Салтыков имел реальную возможность полностью уничтожить корпус Веделя. Вместо преследования было устроено торжественное богослужение на вершине холма Шмидеберг в честь одержанной победы. Ведель беспрепятственно увёл своё разбитое войско на высоты к югу от Кая и вскоре переправился на другой берег Одера. Узнав о поражении, Фридрих решил взять дело войны с русскими в собственные руки. В Кунерсдорфском сражении прусскую армию возглавлял уже сам король.